# Gisela Derpsch
Gisela Derpsch (* 16. September 1898 in Köln; † 30. Juni 1984 ebenda) war eine deutsche Sängerin.

## Leben
Gisela Derpsch studierte von 1918 bis 1921 an der Kölner Musikhochschule, dann von 1921 bis 1923 privat bei Eugen Robert Weiß in München. Die Sopranistin trat nicht in der Oper auf, sondern beschränkte ihre Karriere auf das Konzert, wo sie besonders als Oratoriensängerin erfolgreich war. Sie war mit Hans Pfitzner befreundet, wie ein umfangreicher Briefwechsel aus dem Zeitraum von 1930 bis 1949 bezeugt, den heute die Bayerische Staatsbibliothek aufbewahrt. Unter anderem sang sie in der Uraufführung seiner Chorfantasie Das dunkle Reich (1936); er widmete ihr seine schon früher entstandenen Sechs Jugendlieder (1884–1887) für hohe Singstimme und Klavier. Sie war mit dem Dirigenten und Komponisten Erich Kraack (1898–1975) verheiratet, mit dem sie auch gelegentlich zusammen auftrat.